# 유령왕
《유령왕》은 대한민국의 작가 임달영이 쓰고 이수현이 삽화를 담당한 라이트 노벨이다. 시드노벨(디앤씨미디어)에서 발행되고 있다.

## 단행본 목록
- 《유령왕 1》, 2007-07-25, ISBN 9788961450652
- 《유령왕 2》, 2007-09-01, ISBN 9788961450669
- 《유령왕 3》, 2007-10-01, ISBN 9788961459082
- 《유령왕 4》, 2008-04-01, ISBN 9788961459136
- 《유령왕 5》, 2008-10-01, ISBN 9788961459747